# Aluminum Corporation of China
Aluminum Corporation of China Limited (Chalco), (SEHK: 2600 NYSE: SVN SSE: 601600), är en kinesisk multinationell metallproducent som verkar inom aluminiumsektorn där de 2012 var världens näst största – och Kinas enda producent av aluminium - och de var också världens tredje största – och Kinas största - producent av primäraluminium.